# Adrien Brody
Adrien Nicholas Brody (født 14. april 1973 i New York City, New York, USA) er en amerikansk skuespiller bedst kendt for sin prisvindende rolle i Roman Polanski-filmen Pianisten.
Som 29-årig vandt han en Oscar for bedste mandlige hovedrolle for sin rolle som Władysław Szpilman i Pianisten. Han er dermed den yngste (mandlige) skuespiller, der har vundet en Oscar for en hovedrolle.
For "Pianisten" vandt han også en César, som den eneste amerikanske skuespiller nogensinde.

## Filmografi i udvalg
- Bullet (1996)
- Den tynde røde linje (1998)
- Pianisten (2002)
- The Village (2004)
- King Kong (2005)
- Hollywoodland (2006)
- The Grand Budapest Hotel (2014)
- Peaky Blinders - Season 4 (2017)